# جون ليونارد هاغن
جون ليونارد هاغن (بالنرويجية البوكمول: Johan Leonard Hagen)‏ هو سياسي نرويجي، ولد في 5 نوفمبر 1849. حزبياً، نشط في الحزب الليبرالي. وقد انتخب عضو برلمان النرويج ‏.